# Kienheim
 Kienheim (en alsacià Kiene) és un municipi francès, situat a la regió del Gran Est, al departament del Baix Rin. L'any 1999 tenia 450 habitants.
Forma part del cantó de Bouxwiller, del districte de Saverne i de la Comunitat de comunes del Kochersberg.

## Demografia
| 1962 | 1968 | 1975 | 1982 | 1990 | 1999 |
| ---- | ---- | ---- | ---- | ---- | ---- |
| 173  | 175  | 203  | 513  | 538  | 519  |

## Administració
| Període | Identitat      | Partit |
| ------- | -------------- | ------ |
| 1995-   | Alfred Exinger |        |